# Doreen Wilber
Doreen Viola Hansen Wilber, (Jefferson (Iowa), 8 de janeiro de 1930 - 19 de outubro de 2008) foi uma arqueira estadunidense, campeã olímpica.

## Carreira
Doreen Wilber foi uma arqueira dominante nos torneios norte-americanos nas década de 60 e 70. Ela foi a primeira arqueira a ganhar a modalidade no individual nos Jogos Olímpicos, quando o evento retornou em 1972.